# Norton Subcourse
Norton Subcourse est une paroisse civile et un village du Norfolk, en Angleterre.